# دافي سانتوس
دافي سانتوس (مواليد 1 فبراير 1990) هو ممثل برازيلي - أمريكي، أشتهر بدوره في مسلسل حراس الطاقة: انقضاض الديناصورات.

## روابط خارجية
- دافي سانتوس على موقع IMDb (الإنجليزية)
- دافي سانتوس على موقع قاعدة بيانات الفيلم (الإنجليزية)